# Yvon Pissarro
Yvon Pissarro, auch Yvon Vey (* Dezember 1937 in Paris, Frankreich), ist ein französischer Zeichner und Maler. Er entstammt der Künstlerfamilie Pissarro.

## Familie
Yvon Pissarro ist der Sohn des Malers Paul Émile Pissarro und dessen zweiter Ehefrau Yvonne, geborene Beaupel. Er ist der Enkel des „Vaters des Impressionismus“, Camille Pissarro. Seine Geschwister sind der Maler Hugues Claude Pissarro und Véra Savary. Der Name seiner ersten Ehefrau ist Laura Carti, mit der er ihre Tochter Maya zeugte, seine zweite Ehefrau ist Elisabeth Garcia.

## Leben
Yvon Pissarro verbrachte seine ersten acht Lebensjahre in der Normannischen Schweiz am Fluss Orne, der durch das Tal neben den Orten Clécy und Le Vey verläuft, wo die jüdische Familie Zuflucht vor dem Zweiten Weltkrieg gesucht hatte. Hier hatte sich sein Vater am Ufer der Orne im Garten seines Hauses in einem Hausboot – einem umgebauten Ruderboot – ein Atelier eingerichtet und hatte regen Kontakt zu zahlreichen Künstlerfreunden.
Bereits im frühen Alter zeigte Yvon seinen unabhängigen Geist. Als Jugendlicher rebellierte er gegen seine Eltern, die – besorgt um seine Zukunft – seine Karriere auf eine stabile und sichere Bahn zu lenken suchten, worauf er das Haus der Familie Richtung Paris verließ und an der dortigen Académie Julian Zeichnen und Kunstgeschichte studierte. Zusätzlich besuchte er eine städtische Abendschule, wo er seine künstlerischen und handwerklichen Fähigkeiten weiterentwickeln konnte. Seinen Lebensunterhalt verdiente er sich mit Gelegenheitsarbeiten und kurzlebigen Anstellungen.
Während seines Wehrdienstes freundete er sich mit dem Dichter James Sacré an. Nach seiner Entlassung vom Militär kehrte er in sein Elternhaus zurück. Dort produzierte er mit der Gravierdruckpresse seines Vaters etwa fünfzehn Holzschnitte für einen Gedichtband von James Sacré mit dem Titel La transparence du Pronom ‘Elle’. Zu diesem Zeitpunkt beschloss er, seinen als belastend empfundenen Familiennamen aufzugeben, und wählte das Pseudonym Vey, nach einem nahegelegenen kleinen Ort, wo sein älterer Bruder Hugues ein Haus gemietet hatte. Darauf verbrachte er mehrere aufeinanderfolgende Sommer bei seiner Cousine Orovida Camille Pissarro in London, wo er sich jedoch mehr in Museen aufhielt als in der Schule, in der die englische Sprache unterrichtet wurde. Er verbrachte auch einige Zeit in Italien, wo er sich in seinen Zeichnungen mit den Landschaften, den Städten und ihren Kunstwerken beschäftigte.
In Nizza schloss er sich 1971 einer Gruppe von Zeichnern unter der Leitung von Dany Bloch an, der als Kurator des Musée d’art moderne de la Ville de Paris die entstandenen Arbeiten zu einer Ausstellung zusammenstellte. Aus familiären Gründen musste Yvon für mehr als ein Jahrzehnt mit dem Zeichnen pausieren. Er verließ darauf Nizza und lebt heute in einem Dorf in der Nähe von Montpellier, wo er sich weiter seiner Kunst widmet.

## Werk

### Zeichnungen und Gemälde (Auswahl)
- Serie: Farmhand(s), 1982/1983
- Mimosa
- Troncs d'Arbres, 2005
- Le Laveur de Vitres ou le Rêve Inaccessible
- La Plage aux Algues Vertes
- Des mots traversés par le temps

### Ausstellungen (Auswahl)
Ab 1971 stellte Pissarro seine Arbeiten in vielen Orten Frankreichs aus, so im Musée d’art moderne de la Ville de Paris, im Centre Culturel de Villeparisis, in der Ausstellung Grands et Jeunes d'Aujourd'hui im Pariser Grand Palais, im Maison de la Culture de Grenoble, auf dem Festival von Avignon, im Pariser Salon de Montrouge, im Centre Culturel de Montreuil, im Maison des arts et de la culture de Créteil in Créteil, im Collège d' Echanges Contemporains de Saint Maximin, im Palais de la Malmaison à Cannes, im Musée Municipal d' Orange, und anderen.
Einige seiner Werke stellte er auch in Italien und im Vereinigten Königreich aus.
2014 nahm er am Arièmes Rencontres d'Art et Philosophie de Cornillon (deutsch Viertes Treffen der Kunst und Philosophie Cornillon) teil.

### Veröffentlichungen
- Yvon (Vey) Pissarro: Drawings, Catalogue of an exhibition held at the Stern Pissarro Gallery, London 5 – 23 November, 2002. Stern Pissarro Gallery, 2002, 30 S., in englischer Sprache → online